# Catacumbas de San Pablo
Las catacumbas de San Pablo son algunas de las características más destacadas de la arqueología del cristianismo primitivo de Malta. Los trabajos de limpieza arqueológica del sitio han revelado un extenso sistema de galerías subterráneas y tumbas que datan de los siglos III al VIII d. C..
El sitio fue investigado por primera vez en 1894 por el Dr. Antonio Annetto Caruana. Ahora es administrado por Patrimonio de Malta.
Hay más de 30 hipogeos en todo el complejo de San Pablo y Santa Águeda, más de 20 están abiertos al público.

## Historia
Las catacumbas de San Pablo forman parte de un gran cementerio ubicado fuera de las murallas de la antigua ciudad griega de Melite, ahora cubierta por las ciudades de Mdina y Rabat. También comprende las catacumbas de Santa Águeda, San Katald, San Agustín y muchos otros.
El cementerio probablemente se originó en el período fenicio-púnico. Como en la tradición romana, los entierros fenicios y púnicos estaban ubicados fuera de las murallas de la ciudad. Las numerosas tumbas descubiertas en áreas fuera de la línea conocida de la ciudad romana sugieren que la ciudad de Melite tenía casi el mismo tamaño que el actual.
Las primeras tumbas consistían en un pozo rectangular profundo con una o dos cámaras excavadas de sus lados. Este tipo de entierro se usó  durante la ocupación romana de las islas, pero las cámaras se hicieron más grandes y más regulares en forma con el tiempo. Es probable que esta ampliación se uniera a tumbas vecinas y condujera a la creación de pequeñas catacumbas, que se convirtieron en la norma en el siglo IV.
Las catacumbas estuvieron en uso hasta el siglo séptimo, posiblemente el octavo. Algunas de las catacumbas se usaron nuevamente durante la re-cristianización de la isla alrededor del siglo XIII.

## Sitio

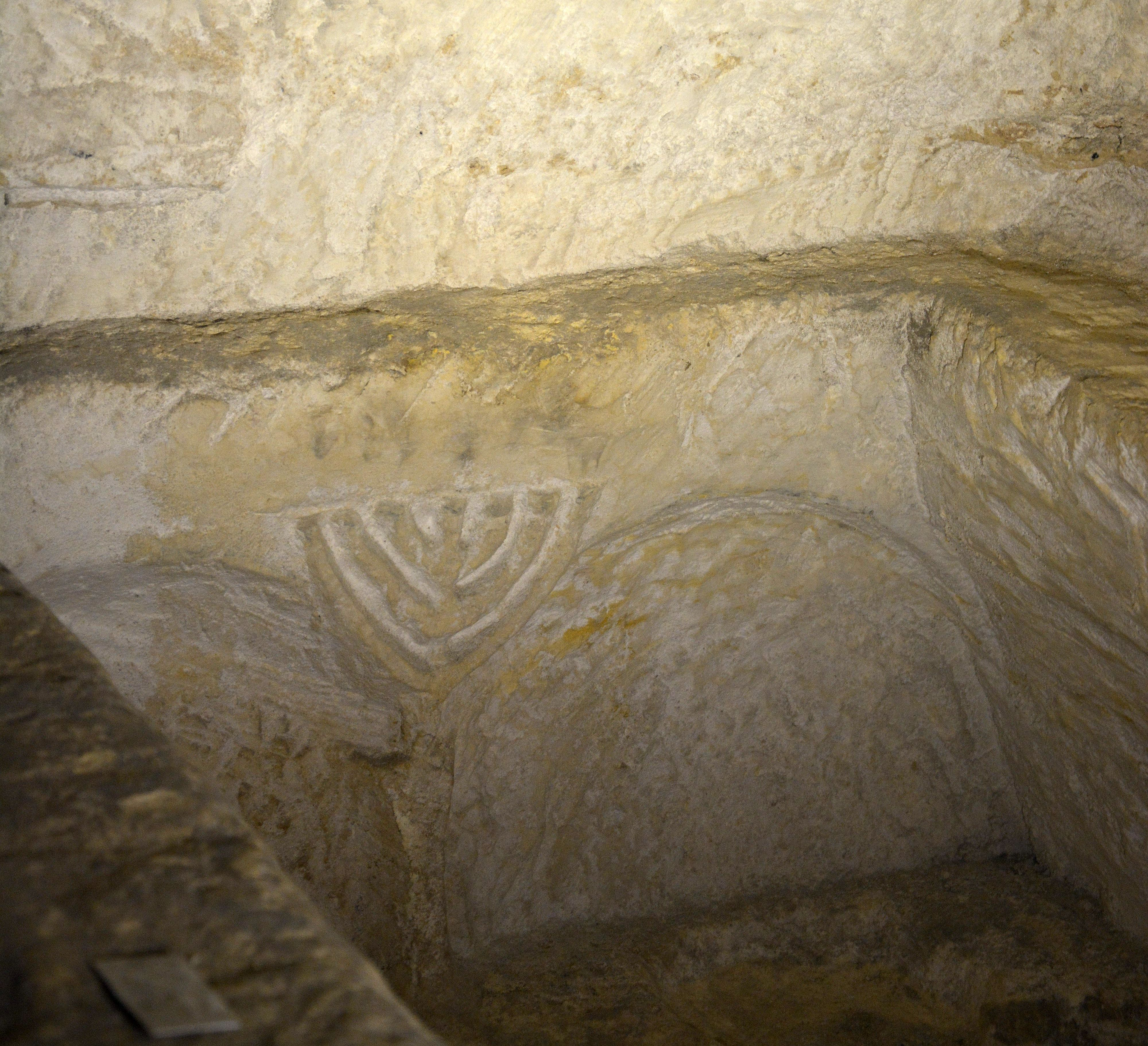
Menorá que indica la presencia de enterramientos judíos.

El sitio está abierto al público todos los días de 9:00 a 17:00. Los visitantes pueden acceder a más de 20 de las catacumbas en el grupo de San Pablo. El complejo principal, con una superficie de más de 2000 metros cuadrados, es hasta ahora la catacumba más grande que se haya encontrado en la isla. Es lo suficientemente grande como para haber servido como cementerio comunal en fases sucesivas de la historia de Malta. Las dos salas en la parte inferior de la escalera de entrada muestran dos mesas de ágape (mesas circulares excavadas en la roca viva y utilizadas para comidas ceremoniales en conmemoración de parientes muertos).
Aunque el complejo contiene casi todos los tipos de entierro encontrados en el repertorio maltés, los mejor representados son las llamadas tumbas baldacchino. Estos entierros independientes con dosel dominan los corredores principales del complejo; Sus cuatro arcos elegantes y pilares de apoyo son ejemplares. Otras decoraciones dentro de esta catacumba incluyen ilustraciones y mensajes escritos con pintura roja.
Hay otra catacumba es mucho más pequeña que la primera. Las herramientas quirúrgicas talladas en relieve en una de las tres piedras de bloqueo en la cámara interior sugieren que era el lugar de enterramiento de una familia particular o de un grupo de cirujanos.
Las 24 catacumbas muestran evidencias de enterramientos cristianos, paganos y judíos unos al lado de otros y sin divisiones visibles.

## Excavación y conservación
La excavación de las catacumbas comenzó a fines del siglo XIX y, aparte de la construcción de salas de protección, no se emprendió ninguna otra conservación en el siglo XX.
Con fondos del Fondo Europeo de Desarrollo Regional de la Unión Europea (Programa Operativo I - Política de Cohesión 2007-2013), Patrimonio de Malta está realizando una extensa investigación arqueológica y ambiental. En los próximos años se realizarán varios otros estudios que culminarán en el desarrollo de nuevas instalaciones para visitantes y en la apertura al público de la mayoría de las catacumbas más pequeñas.

## Galería de imágenes

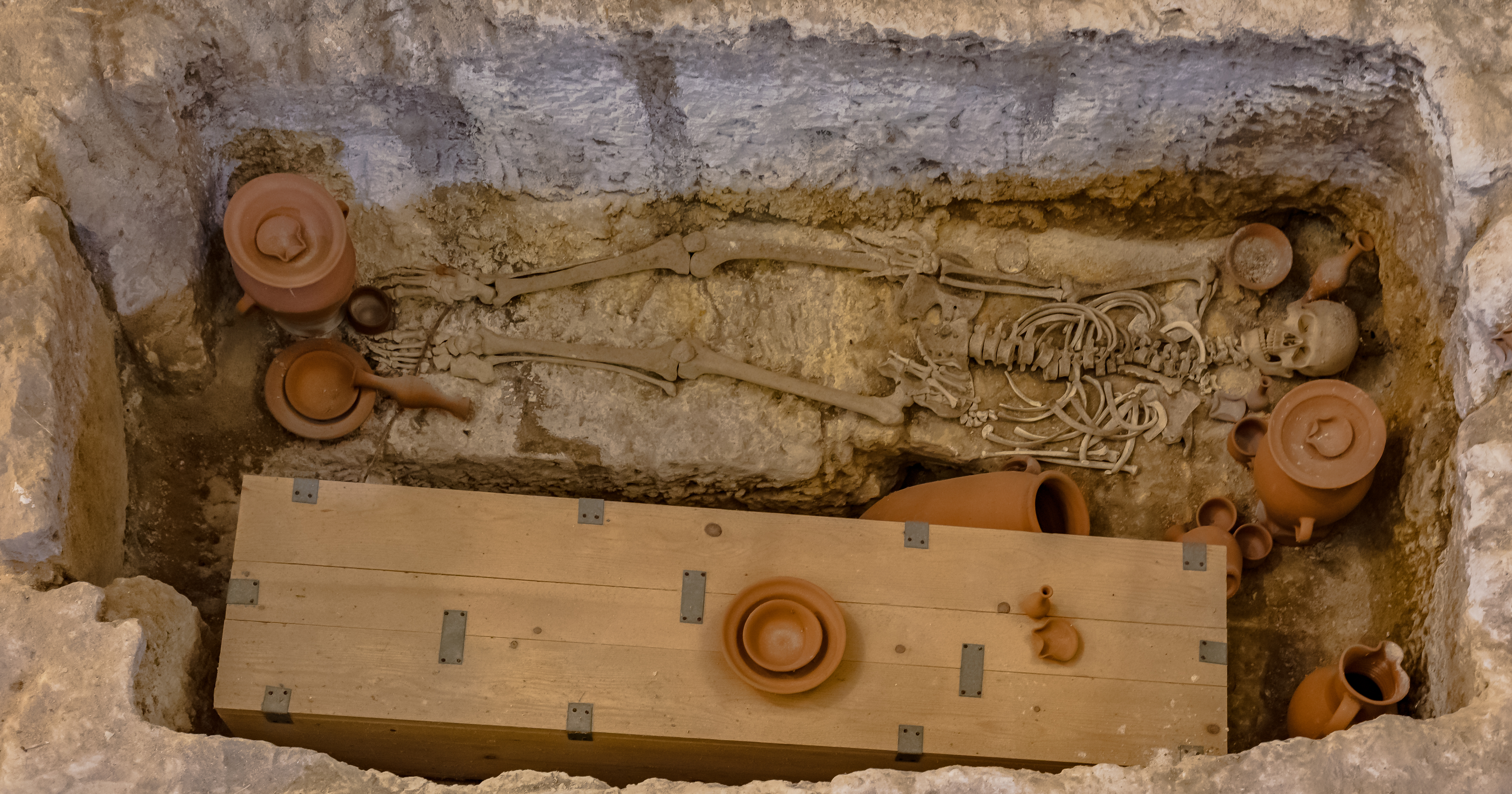
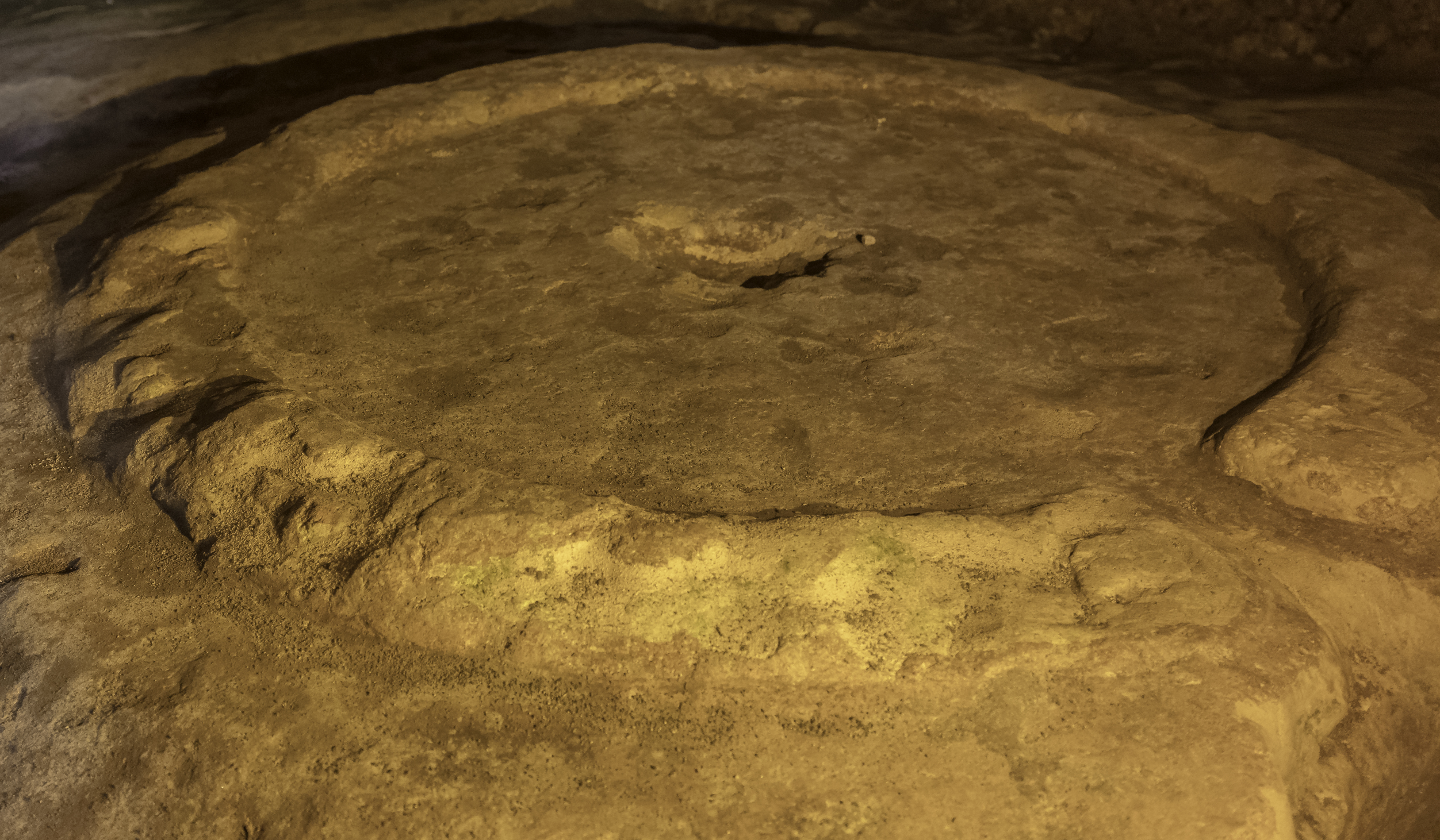
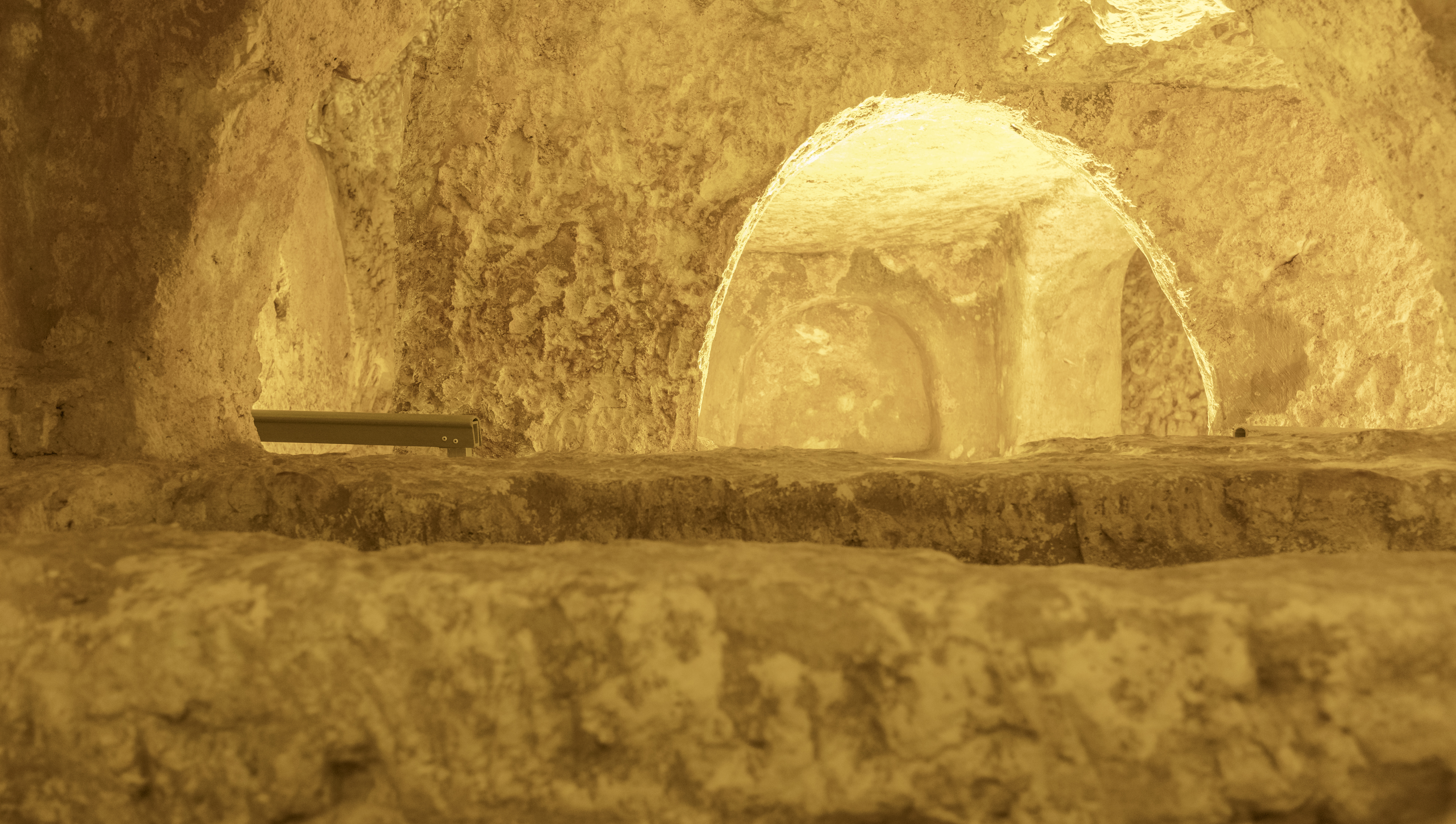
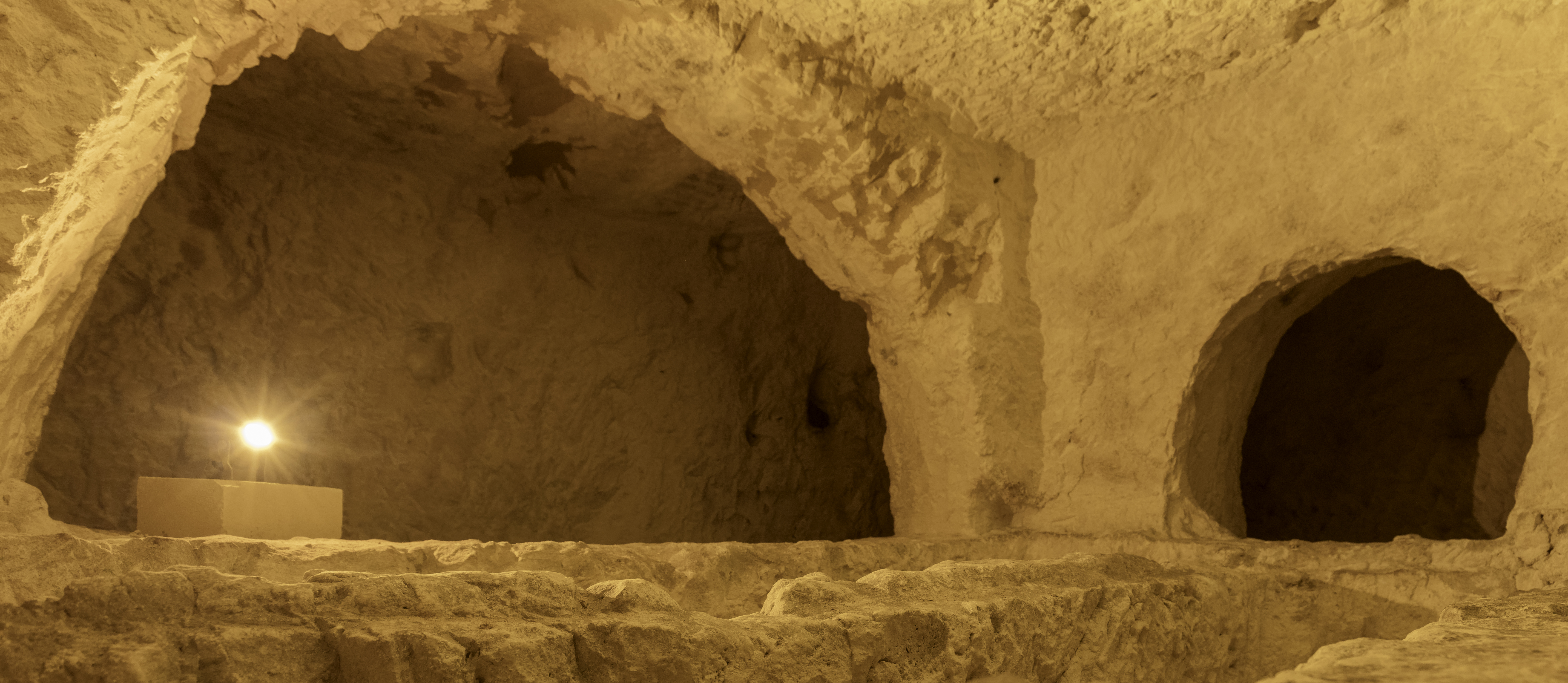
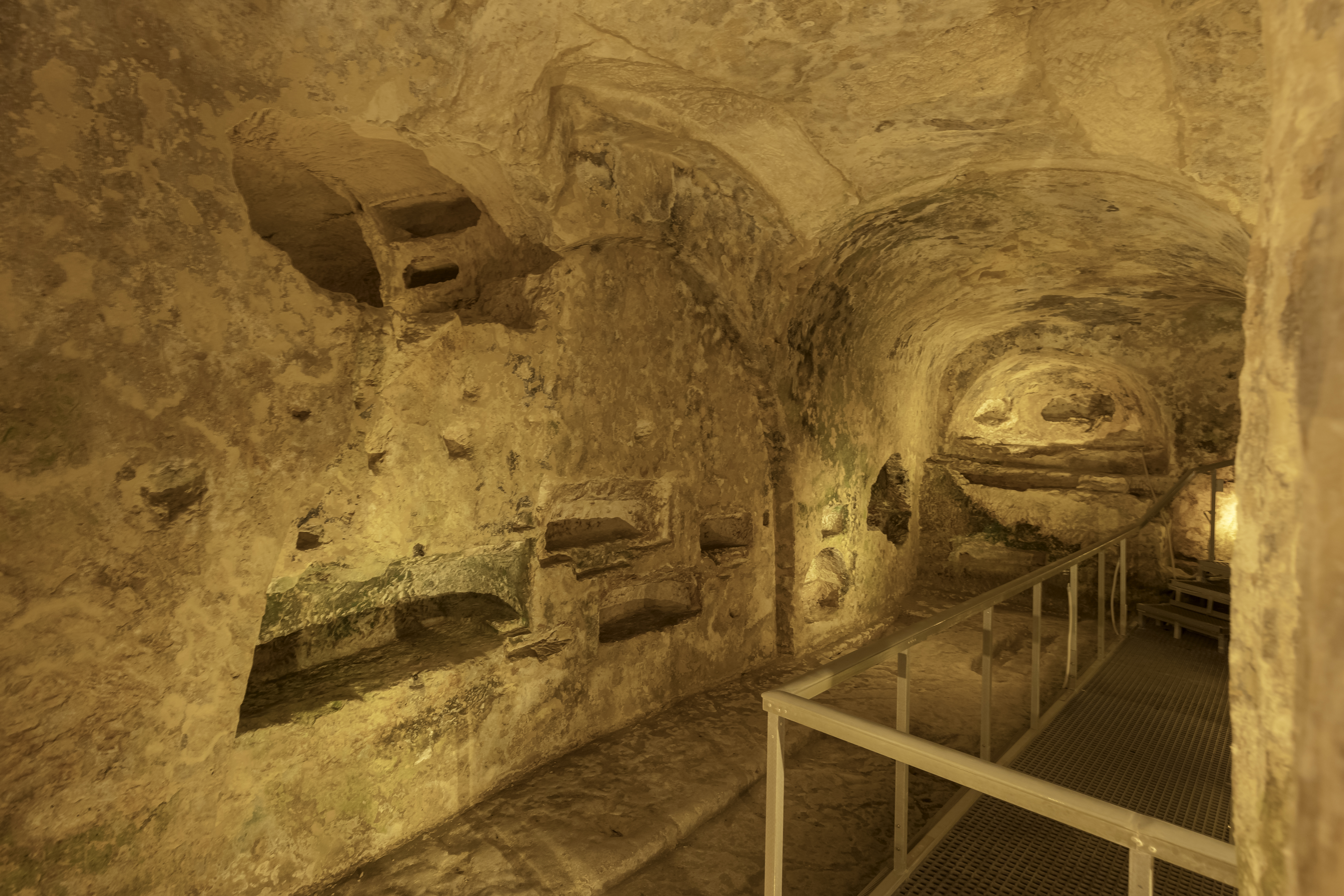
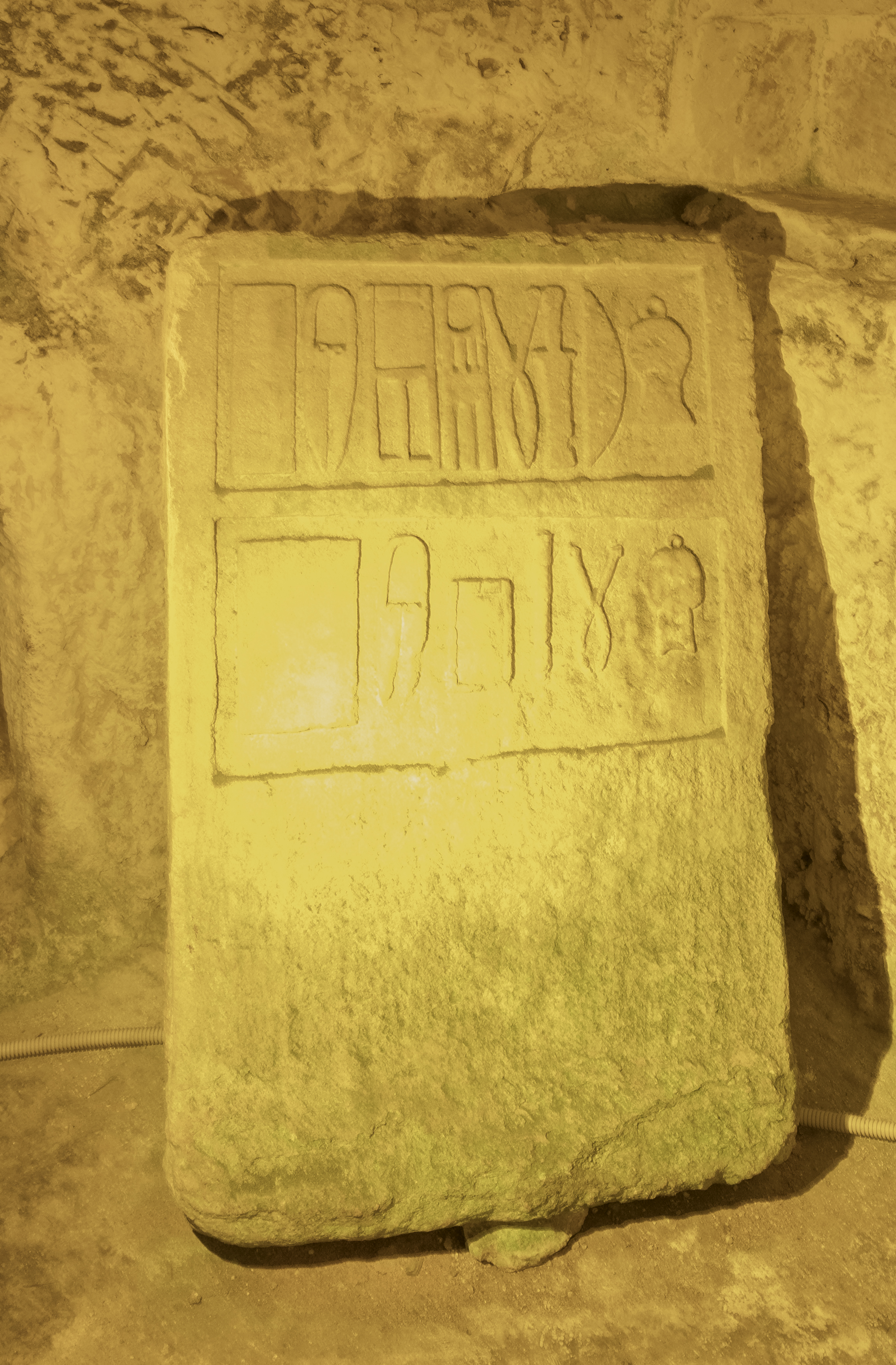